# Atanas Badew

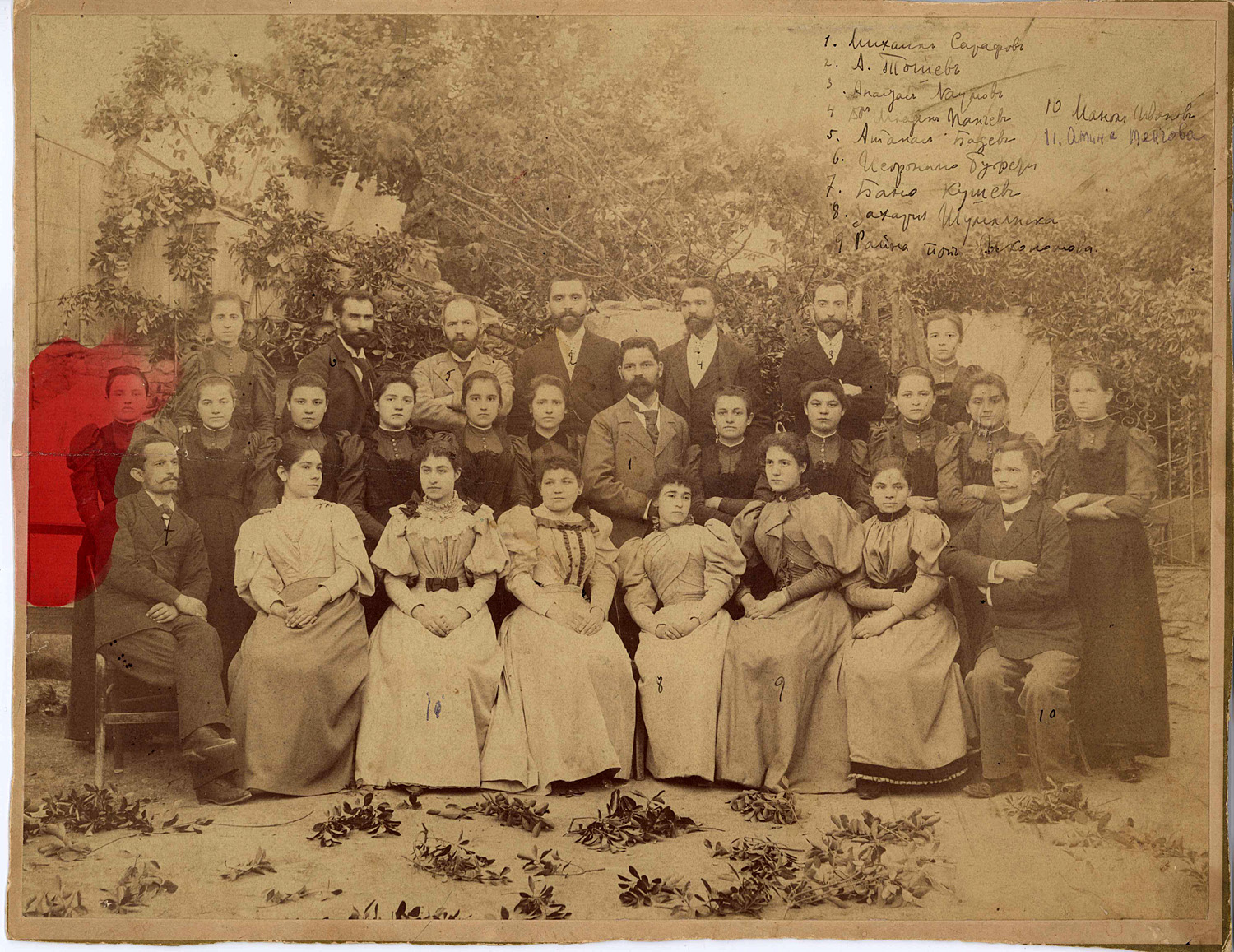
Badew jako nauczyciel szkoły średniej dla kobiet w Salonikach, trzeci od lewej w górnym rzędzie. W prawym rogu zdjęcia podpisy przedstawionych na nim nauczycieli, autograf Badewa pod numerem 5

Atanas Badew, bułg. Атанас Бадев (ur. 14 stycznia 1860 w Prilepie, zm. 21 września 1908 w Sofii) – macedoński lub bułgarski kompozytor i pedagog, autor utworów muzyki cerkiewnej, pieśni dziecięcych i aranżacji utworów ludowych.

## Życiorys
Wykształcenie średnie zdobywał kolejno w rodzinnym Prilepie, Salonikach i Sofii. Następnie udał się do Moskwy na studia w Synodalnej Szkole Śpiewu Cerkiewnego, zaś w latach 1886–1890 był członkiem Nadwornej Orkiestry Śpiewaczej w Petersburgu i uczniem klasy Nikołaja Rimskiego-Korsakowa. Uczył się również u Milija Bałakiriewa. Następnie wrócił do Macedonii. Od ok. 1890 do 1891 i ponownie w 1896 był nauczycielem muzyki w Salonikach, w 1892 – w Bitoli, od 1897 do 1898 w Ruse, w 1899 w seminarium duchownym w Samokowie, a następnie od 1901 do śmierci w Kiustendile. W Salonikach i Prilepie prowadził chóry szkolne i miejskie. Prowadził również chóry cerkiewne, popularyzując rosyjską muzykę liturgiczną.
W 1904 opublikował pracę analizującą rytmikę i metrykę bułgarskich pieśni ludowych. Spisał i zharmonizował ponad 40 pieśni dziecięcych i ludowych. Jest również autorem pierwszej w historii Bułgarskiego Kościoła Prawosławnego kompozycji Liturgii św. Jana Chryzostoma napisanej przez miejscowego twórcę, w oparciu o specyfikę bułgarskiego śpiewu cerkiewnego. Dzieło to zostało opublikowane w Lipsku w 1898 i stanowi jeden z najważniejszych tego typu utworów stworzonych przez Słowian południowych począwszy od końca XIX wieku.